# Amphoe Sangkhom
Amphoe Sangkhom (Thai: อำเภอ สังคม) ist ein Landkreis (Amphoe – Verwaltungs-Distrikt) im Westen der Provinz Nong Khai. Die Provinz Nong Khai liegt im Norden der Nordostregion von Thailand, dem so genannten Isan.

## Geographie
Benachbarte Bezirke (von Osten im Uhrzeigersinn): die Amphoe Si Chiang Mai und Pho Tak in der Provinz Nong Khai, Amphoe Na Yung der Provinz Udon Thani sowie Amphoe  Pak Chom der Provinz Loei. Nach Norden auf dem anderen Ufer des Mekong liegt die  laotische Präfektur Vientiane.

## Geschichte
Ursprünglich war Sangkhom ein Tambon des Amphoe Tha Bo, welcher am 4. August 1958 Teil des neu eingerichteten Amphoe Si Chiang Mai wurde. Am 1. März 1966 wurde der „Zweigkreis“ (King Amphoe) Sangkhom eingerichtet, welcher am 16. November 1971 zum Amphoe heraufgestuft wurde.

## Verwaltung

### Provinzverwaltung
Der Landkreis Sangkhom ist in fünf Tambon („Unterbezirke“ oder „Gemeinden“) eingeteilt, die sich weiter in 36 Muban („Dörfer“) unterteilen.
| Nr. | Name      | Thai   | Muban | Einw. |
| --- | --------- | ------ | ----- | ----- |
| 01. | Kaeng Kai | แก้งไก่  | 06    | 4.472 |
| 02. | Pha Tang  | ผาตั้ง   | 07    | 6.273 |
| 03. | Ban Muang | บ้านม่วง | 07    | 3.161 |
| 04. | Na Ngio   | นางิ้ว   | 09    | 6.565 |
| 05. | Sangkhom  | สังคม   | 07    | 4.131 |

### Lokalverwaltung
Es gibt eine Kommune mit „Kleinstadt“-Status (Thesaban Tambon) im Landkreis:
- Sangkhom (Thai: เทศบาลตำบลสังคม), bestehend aus Teilen der Tambon Sangkhom and Kaeng Kai.

Außerdem gibt es fünf „Tambon-Verwaltungsorganisationen“ (องค์การบริหารส่วนตำบล – Tambon Administrative Organizations, TAO):
- Kaeng Kai (Thai: องค์การบริหารส่วนตำบลแก้งไก่)
- Pha Tang (Thai: องค์การบริหารส่วนตำบลผาตั้ง)
- Ban Muang (Thai: องค์การบริหารส่วนตำบลบ้านม่วง)
- Na Ngio (Thai: องค์การบริหารส่วนตำบลนางิ้ว)
- Sangkhom (Thai: องค์การบริหารส่วนตำบลสังคม)